# Joris Hoefnagel

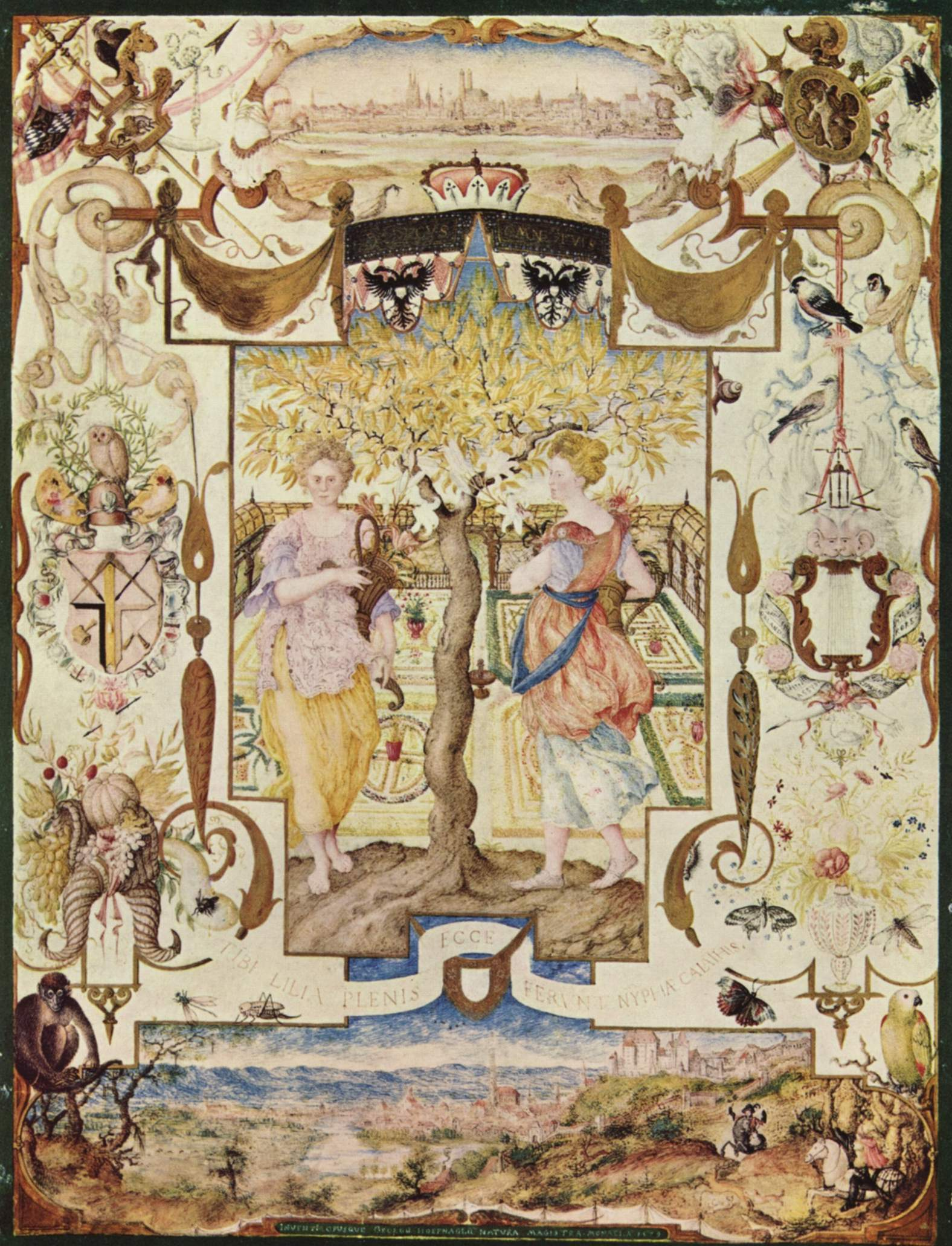
Jardin au deux nymphes

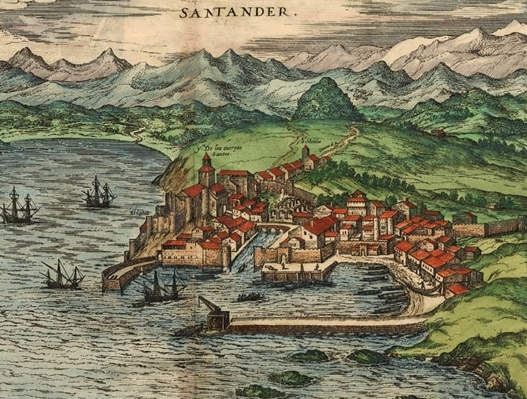
Santander vista por Joris Hoefnagel a finales del. Grabado del Civitates Orbis Terrarum.

Joris Hoefnagel (conocido también como Georg Hufnagel) (Amberes, 1542-Viena, 1600) es un artista flamenco.
Hoefnagel es una figura del periodo de transición entre la pintura medieval y la pintura de las naturalezas muertas del Renacimiento. Representativo del espíritu curioso de la época, Hoefnagel tiene diversos intereses: poesía, latín, toca varios instrumentos musicales y habla varias lenguas. Sus contribuciones artísticas son también variadas, dibuja, realiza mapas, pinturas al óleo e ilustraciones. 
Proveniente de una rica familia de cortadores de diamantes, Hoefnagel viajó por Gran Bretaña, Francia y España. Durante estos viajes realizó numerosos dibujos cartográficos que utilizará posteriormente para confeccionar un atlas en seis volúmenes.
En otoño de 1577, después de que las tropas españolas conquistaran Amberes, Hoefnagel y el cartógrafo Abraham Ortelius viajan hacia el sur. Durante el viaje, Alberto V, duque de Baviera, le nombra artista de la corte. Es en esta época cuando Hoefnagel realiza su primera obra sobre historia natural.
En 1591, Hoefnagel trabaja en la corte del emperador alemán Rodolfo II, famoso por su gabinete de curiosidades por el que estuvo a punto de descuidar sus asuntos de estado. Hoefnagel ayudado por su hijo, Jacob Hoefnagel (1575-1630), pintó los tesoros zoológicos del emperador.
Esta obra, conservada en la biblioteca nacional de Viena, la Hofbibliothek, está compuesta por 90 pinturas al óleo de aves y notablemente incluye también una ilustración de un dodo.
Entre otras obras ilustradas por Hoefnagel se pueden destacar Civitates Orbis Terrarum (Las ciudades del mundo) (1572) de Georg Braun (1541-1622), canónigo de la catedral de Colonia. Este es el primer atlas dedicado a las ciudades del mundo e incluye 363 planos que describen 480 ciudades. Este libro tuvo bastante popularidad y fue reeditado regularmente hasta el siglo XVIII. Este atlas estuvo precedido, en 1570 por Theatrum orbis terrarum de Abraham Ortelius (1527-1598). Viajó por España realizando vistas desde 1563 a 1567, donde posiblemente coincidió con Anton Van der Wyngaerde, que estaba haciendo un encargo similar para Felipe II. Las vistas de Wyngaerde pudieron ser fuentes de algunos de las de Hoefnagel, más espectaculares y escenográficas, pero menos meticulosas.
Obras de Hoefnagel se pueden contemplar en los siguientes museos:
- Museo J. Paul Getty de Los Ángeles.
- Metropolitan Museum of Art de Nueva York.
- National Gallery of Art de Washington D. C..
- British Museum de Londres.
- Museo de Bellas Artes de San Francisco